# Taksimplein

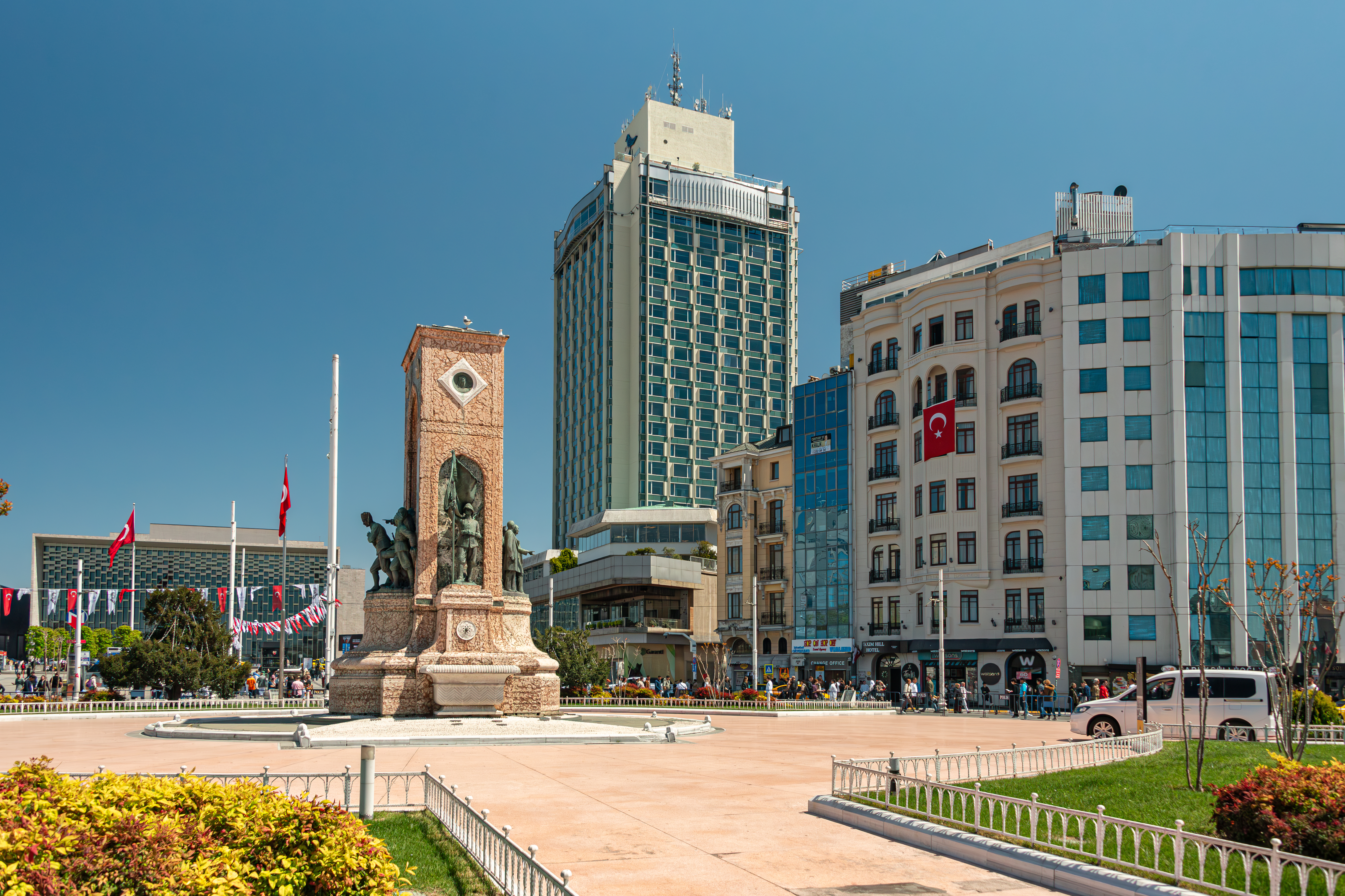
Taksimplein

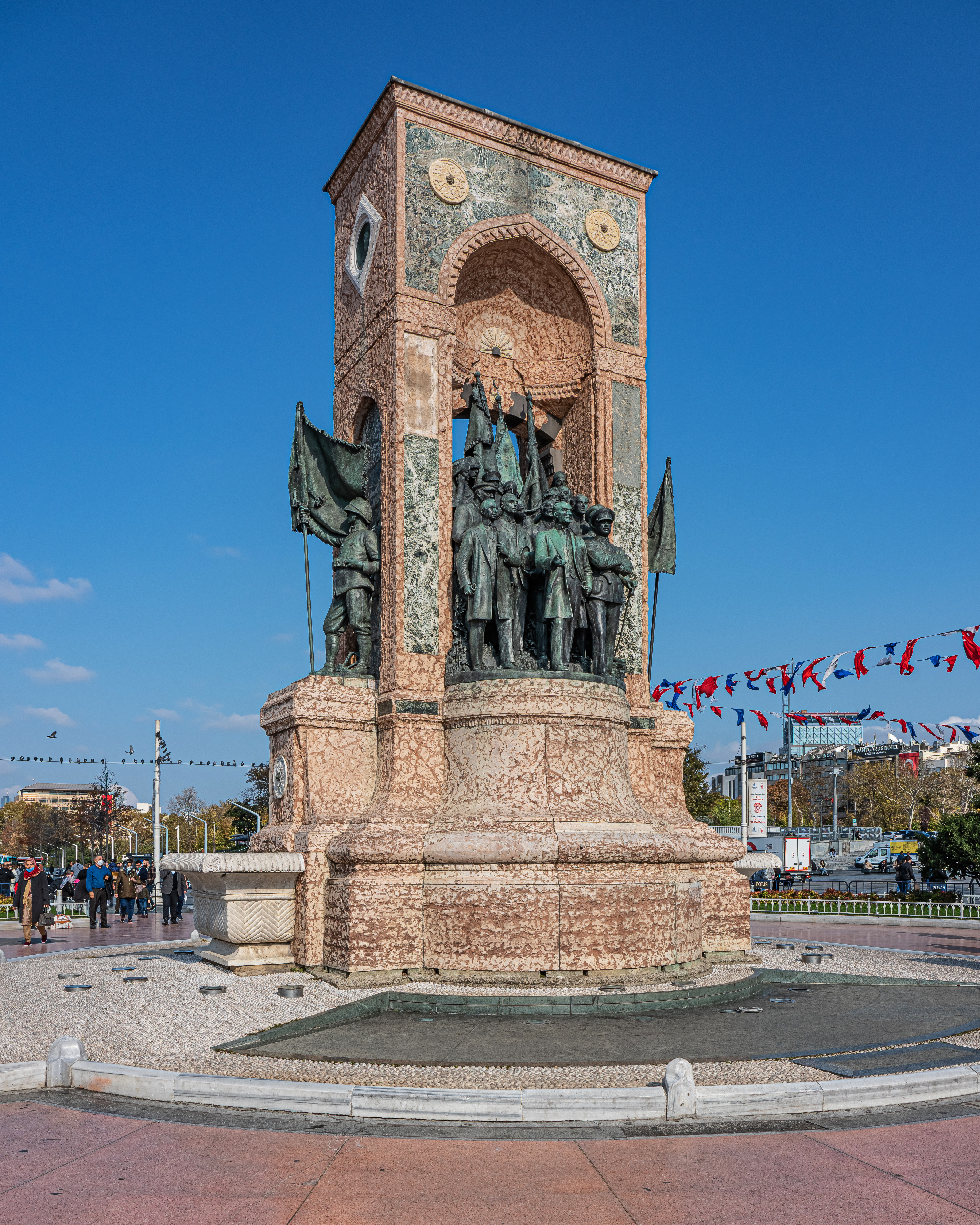
Cumhuriyet Anıtı (Republiekmonument)

Het Taksimplein (Turks: Taksim Meydanı; meydan = plein) is een plein gelegen in de wijk Taksim, in het Europese gedeelte van Istanboel, Turkije. Veel grote en bekende straten met winkels, restaurants, hotels, cafés, disco's, bioscopen etc. monden uit in het Taksimplein. Eén zo'n bekende straat is Istiklal Caddesi (=Onafhankelijkheidsstraat). Het plein wordt ook wel het hart van modern Istanboel genoemd. Zowel overdag als 's nachts is het hier druk. Overdag door toeristen die in Taksim aan het winkelen zijn en 's nachts doordat er rondom het Taksimplein vele uitgaansgelegenheden te vinden zijn. Taksim is ook een belangrijke plek voor demonstraties, zoals de 1 mei-demonstraties en de İstanbul Pride.

## Cumhuriyet Anıtı
Midden op het Taksimplein staat het Cumhuriyet Anıtı-standbeeld. Dit standbeeld is gemaakt door de Italiaan Pietro Canonica, ter ere van de grondlegging van de Republiek Turkije. Het kostte Canonica 2,5 jaar om het standbeeld af te maken. Toen het standbeeld in 1928 werd geplaatst was het Taksimplein geen bijzondere plaats.
Het beeld is elf meter hoog en is gemaakt van steen en brons. De ene kant representeert de Republiek Turkije en de andere kant representeert de onafhankelijkheidsoorlog van Turkije die plaatsvond tussen 1919 en 1923. Aan de kant die naar het noorden wijst, staat Mustafa Kemal Atatürk met aan zijn zijde Ismet Inönü en Fevzi Çakmak, en achter deze drie het Turkse volk. Aan iedere zijkant van het standbeeld staat een soldaat met een medaillon met daarop twee vrouwelijke figuren.
Al als burgemeester van Istanbul beloofde Erdogan hier een moskee te bouwen die het monument zou overschaduwen. Als regeringsleider kon hij dat voornemen tot uitvoering brengen, en op 27 mei 2021 opende hij het gebedshuis, dat plaats biedt aan 4000 gelovigen. Het is op zijn beurt een monument voor de re-islamisering van Turkije.

## Protesten 2013
In mei en juni 2013 was het plein het toneel van hevige protesten tegen het vermeende autoritair beleid van premier Erdoğan en de Partij voor Rechtvaardigheid en Ontwikkeling.